# جورج ألكوك
جورج ألكوك (بالإنجليزية: George Alcock)‏ (15 أغسطس 1902 في المملكة المتحدة - ) هو لاعب كرة قدم بريطاني في مركز الهجوم. لعب مع برادفورد سيتي ونادي توركي يونايتد ونادي دونكاستر روفرز ونادي كرو ألكساندرا.